# رناتو فوماگالی
رناتو فوماگالی (ایتالیایی: Renato Fumagalli؛ زادهٔ ۶ ژوئن ۱۹۴۵) موسیقی‌دان، ترانه‌نویس، تهیه‌کننده موسیقی و بازیگر اهل ایتالیا است. وی از سال ۱۹۶۵ میلادی تاکنون مشغول فعالیت بوده‌است.
از ترانه‌های مشهور او می‌توان به «دنیای هیپی‌ها» اشاره کرد.